# Polycentropus timesis
Polycentropus timesis är en nattsländeart som först beskrevs av Donald G. Denning 1948.  Polycentropus timesis ingår i släktet Polycentropus och familjen fångstnätnattsländor. Inga underarter finns listade i Catalogue of Life.